# Río Manilva
El río Manilva es un río de la provincia de Málaga, España. Nace en la Sierra Crestellina, en el término municipal de Casares, y desemboca en el Mediterráneo, junto a San Luis de Sabinillas, en Manilva.
En su curso se encuentran los Baños de la Hedionda, edificación de origen romano.

## Curso
Tiene una longitud de 15 km y una cuenca de 34,12 km².  Por su margen derecho recibe como afluentes a los arroyos Albarán y Tocón y al Canuto Utrera, mientras que por su margen izquierdo recibe únicamente al Arroyo Pocas Libras.
El río Manilva es el más occidental de los pequeños ríos de la llamada cuenca de la Costa del Sol Occidental, situada entre las cuencas de los ríos Guadiaro y Guadalhorce, que a su vez forman parte de la demarcación hidrográfica de las cuencas mediterráneas de Andalucía. 

## Flora y fauna
El curso bajo del río Manilva y el de los vecinos de río Real  y río Fuengirola han sido declarados Zona de Especial Conservación por la presencia de importantes hábitats naturales así como por su función esencial de corredores ecológicos uniendo diversos espacios protegidos red Natura 2000 y poniendo en encontacto diferentes ecosistemas, contribuyendo de esta manera a la conectividad de esta red ecológica y su coherencia. En concreto, el río Manilva une el litoral con el espacio protegido sierras Bermeja y Sierra Real, el paraje natural Sierra Crestellina (también declarado ZEPA) y el valle del Genal (también declarado ZEPA y paraje natural).
Las especies de fauna presentes en el río son las características de la zonas de ribera, como la nutria, el galápago leproso, la boga del Guadiana, el cangrejo de río, la araña negra de los alcornocales y otras especies de peces comunes y diferentes anfibios como el sapillo pintojo meridional o la salamandra y aves como el martín pescador y el mirlo acuático.